# Зезе Морейра
Альфредо Морейра Жуніор (порт. Alfredo Moreira Júnior), або Зезе Морейра (порт. Zezé Moreira, 16 жовтня 1907, Мірасема — 10 квітня 1998, Ріо-де-Жанейро) — бразильський футболіст, що грав на позиції нападника, зокрема, за клуб «Фламенго». По завершенні ігрової кар'єри — тренер.
Дворазовий переможець Ліги Каріока. Переможець Ліги Пауліста. Триразовий переможець Ліги Каріока (як тренер). Переможець Ліги Мінейро (як тренер). Дворазовий переможець Ліги Баїяно (як тренер). Дворазовий чемпіон Уругваю (як тренер). Володар Кубка Лібертадорес (як тренер).

## Ігрова кар'єра
У футболі дебютував виступами за команду «Спорт Клуб Бразіл».
Своєю грою за цю команду привернув увагу представників тренерського штабу клубу «Фламенго», до складу якого приєднався 1925 року. Відіграв за команду з Ріо-де-Жанейро наступні вісім сезонів своєї ігрової кар'єри.
Згодом з 1933 по 1936 рік грав у складі команд «Палестра-Італія» та «Фламенго».
Завершив ігрову кар'єру у команді «Ботафогу», за яку виступав протягом 1937—1940 років.

## Кар'єра тренера
Розпочав тренерську кар'єру, повернувшись до футболу після невеликої перерви, 1948 року, очоливши тренерський штаб клубу «Ботафогу».
1951 року став головним тренером команди «Флуміненсе», тренував команду з Ріо-де-Жанейро три роки. Паралельно протягом 1952 року очолював тренерський штаб національної збірної Бразилії.
1954 року прийняв пропозицію повернутися до «Ботафогу», команду якого залишив 1956 року.
Протягом 1954—1955 років удруге поєднував клубну роботу з роботою у тренерському штабі національної збірної Бразилії, якою зокрема керував на ЧС-1954. Його підлеглі зіграли в групі з Мексикою (5-0) і Югославією (1-1), а в чвертьфіналі програли Угорщині (2-4)
З 1958 і по 1962 рік очолював тренерський штаб команди «Флуміненсе», після чого по одному року тренував чилійський «Палестіно» та уругвайський «Насьйональ».
1965 року продовжив тренерську кар'єру на батьківщині, прийнявши пропозицію попрацювати з командою «Васко да Гама». Залишив команду з Ріо-де-Жанейро 1966 року, коли перебрався до тренерського штабу «Корінтіанс».
Потренувавши у 1967 році «Спорт Ресіфі», наступного року удруге очолив тренерський штаб уругвайського «Насьйоналя».
1971 року бразильського фахівця, який до того ще встиг попрацювати із «Сан-Паулу», було запрошено до Європи, де він протягом сезону тренував португальський «Белененсеш».
Повернувшись до Бразилії, до початку 1980-х встиг попрацювати з командами «Флуміненсе», «Крузейру» та «Баїя».
Останнім місцем тренерської роботи був клуб «Канто до Ріо», головним тренером команди якого Зезе Морейра був протягом 1981 року.
Помер 10 квітня 1998 року на 91-му році життя у місті Ріо-де-Жанейро.

## Титули і досягнення

### Як гравця
- Переможець Ліги Каріока (2):

«Фламенго»: 1925, 1927
- Переможець Ліги Пауліста (1):

«Палмейрас»: 1934

### Як тренера
- Переможець Ліги Каріока (3):

«Ботафогу»: 1948
«Флуміненсе»: 1951, 1959
- Переможець Панамериканського чемпіонату (1):

Бразилія: 1952
- Переможець Ліги Мінейро (1):

«Крузейру»: 1975
- Переможець Ліги Баїяно (2):

«Баїя»: 1978, 1979
- Чемпіон Уругваю (2):

«Насьйональ»: 1963, 1969
- Володар Кубка Лібертадорес (1):

«Крузейру»: 1976